# Jean-Jacques Tizié
Jean-Jacques Hobrou  Tizié (Abidjan, 7 de setembro de 1972) é um ex-futebolista da Costa do Marfim que atuava como goleiro.

## Carreira
Antes de ingressar no futebol, Tizié era jogador de handebol da Seleção Francesa. Iniciou a carreira futebolística já aos 24 anos, no Stade d'Abidjan, jogando 18 partidas até 1996, quando foi contratado pelo Lazer FC. Por esta equipe, atuou em 82 jogos até 1999.
Passou ainda pelo Africa Sports, tendo atuado por uma temporada antes de assinar com o Ésperance de Tunis, único time não-marfinense que defendeu. Pelo clube tunisiano, conquistou 4 Campeonatos nacionais antes de assinar com o Zamalek em 2006, mas não jogou nenhuma partida oficial pela equipe egípcia.
Tizié encerrou sua carreira em 2008, quando defendia o Africa Sports pela segunda vez, aos 36 anos, passando a ser treinador de goleiros.

## Susto em 2005
Em fevereiro de 2005, pelo Campeonato Tunisiano, Tizié e o atacante nigeriano Ogochukwu Obiakor, do Étoile du Sahel, trombaram na grande área do Ésperance. O choque entre os dois atletas foi muito forte. Enquanto Obiakor teve que operar o joelho, o goleiro chegou inclusive a ficar internado na UTI de um hospital em Túnis. Após passar por 2 cirurgias, perdeu um testículo, mas conseguiu se recuperar.

## Seleção Marfinense
Tizié estreou na Seleção Marfinense em 1995, inicialmente como terceiro goleiro. A primeira partida como titular foi em 2000.
Participou de 2 jogos dos "Elefantes" na Copa de 2006. Com a seleção eliminada, ficou no banco de reservas na partida frente a Sérvia e Montenegro, dando lugar a Boubacar Barry. A Costa do Marfim venceu por 3 a 2.
Em 2007, aos 34 anos de idade, passou a titularidade a Barry em 2007, encerrando uma trajetória de 12 anos pela seleção, onde atuou em 26 jogos.

## Títulos
Africa Sports
- Campeonato Marfinense: 1999, 2007, 2008
- Recopa Africana: 1999

Ésperance de Tunis
- Campeonato Tunisiano: 2000–01, 2001–02, 2002–03, 2003–04, 2005–06
- Copa da Tunísia: 2005–06
- Supercopa da Tunísia: 2001